# 4384 Henrybuhl
4384 Henrybuhl è un asteroide della fascia principale. Scoperto nel 1990, presenta un'orbita caratterizzata da un semiasse maggiore pari a 2,6191539 UA e da un'eccentricità di 0,1813849, inclinata di 13,28609° rispetto all'eclittica.